# Masatoši Kušibiki
Masatoši Kušibiki (japonsky 櫛引 政敏, * 29. ledna 1993) je japonský fotbalista.

## Klubová kariéra
Hrával za Shimizu S-Pulse, Kashima Antlers, Fagiano Okayama a Montedio Yamagata.

## Reprezentační kariéra
S japonskou reprezentací se zúčastnil Letních olympijských her 2016.